# 姉さん (テレビドラマ)
『姉さん』は2006~2007年に韓国MBCで放映された連続ドラマ。全55話。

社長であった父の行方不明によりお金持ちの生活から一転、貧乏生活に転落してしまった三姉弟と、使用人同然だった親戚一家が金を横取りし贅沢を極める。それぞれの一家の女性二人と大学准教授の男性による男女三角関係のドラマである。

## 主要登場人物
- ユン・スンジュ：ソン・ユナ

主人公。美術専攻大学院生。ゴヌと付き合っている。ゴヌのような人はタイプではなかったが、付き合うことに。父親の行方不明により貧乏生活に転落し、一家の大黒柱となる。ジナと出会ったことにより、意外な才能を発揮する。
- キム・ゴヌ：キム・ソンス

人文学の大学講師。スンジュと付き合っている。スンジュのような女性はタイプではなかった。富とは無縁だが、優しい男性。キム家の長男として、色々と周りに気を配ってきた。
- ユン・スア：ホ・ヨンラン

大学で働く、スンジュの家で住み込みで働いていた夫婦の娘。スンジュとは姉妹のように育った。おとなしく優しい女性で、6年前からゴヌに片思いしていた。しかし、スンジュのように積極的になれず思いを伝えられないままだった。スンジュたちが没落し、自分たちに転がり込んできたお金を手に入れてからは人が変わったかのように、金遣いが荒く打算的な性格となりスンジュに嫉妬する。
- キム・ゴンセ：カン・ギョンジュン

お金がすべてのゴヌの弟。姉・ゴンスク、兄・ゴヌとは腹違いの弟だが、兄弟仲は良好。叔母ボクヒに部屋を借りているユスンの元で働いている。ユスンをからかうのが趣味だが、兄の恋人スンジュのことが気になりだす。

## ユン一家
- ユン社長：チョ・ギョンファン

スンジュたちの父親。リゾート開発のために開発地区へ行ったまま行方不明となる。
- ユン・ヒョクジュ：ペク・ヒョン

スンジュの弟。甘えた性格の我が侭な人間。ゴンセのことを兄貴と慕うが、没落した後の生活に耐え切れず自殺を図る。さまざまな仕事に就いても続かなかったが、ゴヌの父親たちの仕事振りを見て…。
- ユン・ヨンジュ：メン・セチャン

スンジュの末の弟。中学生。姉弟だけになった生活のあとはお金がないことを理解し、周囲への配慮も出来る心優しい少年。父親が無事に帰ってくるのを願っている。
- ユン・ジャンソン：チョ・ヒョンギ

スアの父。恐妻家。料理が得意。ユン社長の親族で、手伝い代わりに一緒に住んでいた。カンはいいが、いつも妻と娘の嘘を見抜けない。ユン社長に恩義があるので今の状況を心苦しく思ったり、思わなかったり…。
- スアの母：ソン・オクスク

ずる賢い性格の女性。散々尽くしてきたのだからと、スンジュたちの金を横取りして豪勢な生活を満喫する。娘の幸せのためと夫を黙らせて色々と策略を巡らせる。

## キム一家
- ゴヌの父：パク・クニョン

建設現場で働く大工。現在の妻は後妻。長女ゴンスクとの仲はあまり良くない。前妻とは離婚したが、前妻のような脚の長い女性がタイプ。
- ゴヌの母：キム・ジャオク

養父の面倒をよく見る出来た人間。ゴンセの実母。ゴンスクとの仲は険悪である。お嬢様だった頃のスンジュを知っているので、ゴヌが付き合っているのを快く思っていない。スアのことはよく出来た娘だと気に入っている。内心後妻であることを気にしている。
- ゴヌの祖父：オ・ヒョンギョン

ゴヌの父とボクヒの父親。軽度の認知症。みんなの笑顔が好き。時々核心をつく言葉を言う。
- ゴンスク：オム・ユシン

ゴヌの姉。美容師。小さい頃は不良だった。結婚に失敗し、ピンクを連れて地元に戻ってきた。養母とはよく口論している。スンジュのことは気に入っている。
- ピンク：キム・ユジョン

ゴンスクの娘。あまり母のことが好きではなく祖父が大好き。認知症である曽祖父の行動はあまり理解できないが、同レベルの遊び相手と思っている。ヨンジュのことを大変気に入っている。
- ゴヌの叔父：カン・ナムギル

ゴヌの父とは同じ現場で働いているが、内装担当。人はよく、愛妻家。妻がゴヌの恋愛に口を出そうとするのを必死で止めたりする。子供が出来ないとわかっていながらボクヒと結婚したが、内心ではやはり子供が欲しいため小さい子をみると可愛がってしまう。
- ボクヒ：ヤン・ヒギョン

ゴヌの叔母。ゴヌの母には小姑のように接したりもするが、仲が悪いわけではない。キム一家の近所に住んでいて他人に部屋を貸したりしている。ゴヌが連れてきた困っている友人が、気に入らないスンジュとは知らずに貸したのを少し後悔している。子供が出来ない体質で、それを知りながら夫と結婚したが、内心負い目を感じている。

## ミン一家
- ジナ：パク・ウンビン

スンジュが家庭教師として教えることになった少女。ヨンジュと同い年。スンジュは7人目の先生。幼い頃から続けていたバレエをアキレス腱の怪我により断念、引きこもるようになる。最初はスンジュに反発していたが、次第に慕うようになる。
- ミン・ジュンギ：ソン・スンファン

ジナの父。有名アパレル会社経営者。現在は独り身。スンジュを支持するモジンには反発している節があるが、実は自身もスンジュを認めている。
- モジン：チョン・ヘソン

ジナの祖母。投資家。ユン社長の娘であるスンジュを気にかけているが、表には出さず厳しい態度で接する。ユン社長の会社への投資を（入院中のためではあるが）しなかったことによる現状に心を痛めているが、それ以上のつながりが…。

## その他
- 売店のおばさん

キム一家の近所で売店を営むおばさん。
噂話が好き。
- ゴヌの後輩たち

ゴヌを先輩と慕う、大学講師たち。
よくゴヌやスアと一緒にボランティアをしたり、飲みにいったりする。